# Wasketel

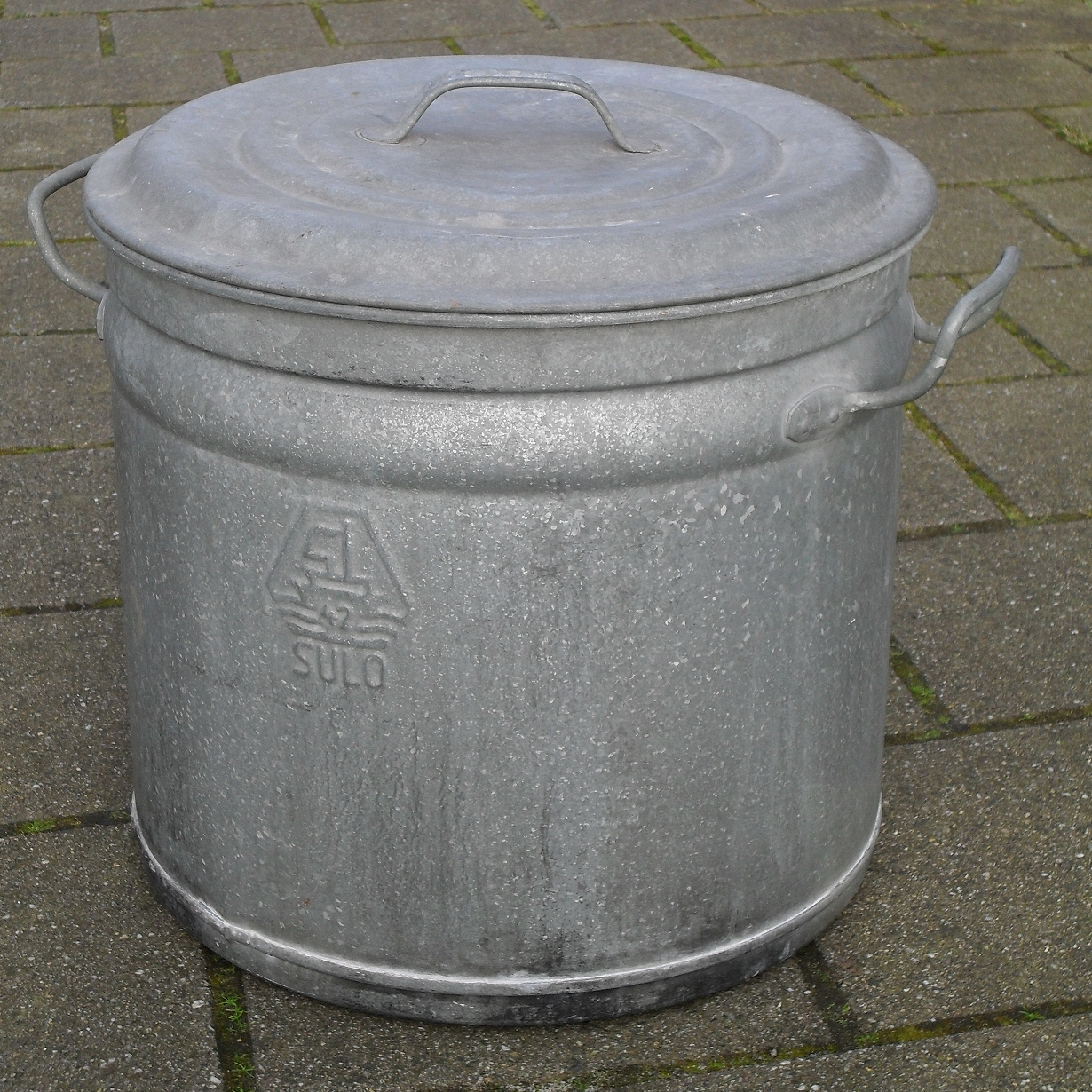
Verzinkte wasketel, merk Sulo, begin jaren vijftig

Een wasketel was een vat met een inhoud van ongeveer 40 à 50 liter waarin het wasgoed en het sop aan de kook kon worden gebracht. Dit was dan voor de "kookwas" (witte was), die een paar uur stond te sudderen. Voor de bonte was werd een lagere temperatuur en kortere wastijd aangehouden. De wasketel werd ook (evenals een grote teil) gebruikt om de was in de week te zetten (een nachtje "voorweken" met soda; Biotex kwam pas in 1963).
Wasketels hebben bestaan vanaf eind 19e eeuw tot na 1950. De ketel met inhoud werd verwarmd op een vuur of fornuis. Het betrof gewoonlijk een cilindrische pan met twee handvatten en een deksel. De wasketel was vervaardigd van verzinkt of geëmailleerd ijzer. Bij de betere modellen was er binnenin een losse extra bodem die van kleine gaatjes was voorzien; soms was daar in het midden een verticale buis op aangebracht. Aldus kon het sop circuleren en verbrandde bovendien de was niet.
Zeepsop werd gemaakt door middel van een zeepklopper; voor de witte was werd aan het laatste spoelwater een scheut bleekwater toegevoegd, of een 'zakje blauw' (blauwsel). Om het wasgoed uit het hete sop te halen, gebruikte men een wastang.
Eventueel kon men ook gebruikmaken van een wasstamper/wasklok om het wasgoed door en door te reinigen. Roeren met een dikke ronde stok kon ook. Na het wassen gingen bijvoorbeeld lakens door de mangel of door een handwringer om het sop en spoelwater zo veel mogelijk uit het wasgoed te persen voordat het op de waslijn ging of op de bleek werd gelegd (centrifuges waren er nog niet).
De voorganger van de wasketel was de wastobbe, terwijl de wasketel omstreeks de jaren vijftig van de 20e eeuw werd verdrongen door de wasmachine.